# Parafia Matki Bożej Fatimskiej w Jaroszówce
Parafia Matki Bożej Fatimskiej w Jaroszówce – rzymskokatolicka parafia znajdująca się w archidiecezji krakowskiej, w dekanacie Niegowić, w Polsce. 
Erygowana 30 marca 1986 roku przez kard. Franciszka Macharskiego.
Kościół parafialny Matki Bożej Fatimskiej został wzniesiony w latach 1981–1983.

## Zasięg parafii
Do parafii należą wierni z miejscowości: Jaroszówka, Klęczana, Wieniec, część Kobylca (tzw. Granica) i część Nieznanowic (teren za Rabą).

## Proboszczowie
Źródło:
- ks. Stanisław Szańca (1986–1994)
- ks. Jan Zaręba (1994–1995)
- ks. Franciszek Jeleśniański (1995–2002)
- ks. Wacław Siejka (2002–2009)
- ks. Krzysztf Kóska (od 2009)